# TER Midi-Pyrénées
Le TER Midi-Pyrénées est l'ancien réseau de lignes TER de l'ex-région administrative Midi-Pyrénées. La région Midi-Pyrénées est la première en France à établir un « Plan Rail », impliquant la rénovation totale de 500 km de voies ferrées avec un financement en grande partie régional.
Le TER Midi-Pyrénées a représenté, en 2010, 356 circulations de train et 80 circulations d'autocar par jour de pleine semaine, utilisés par plus de 30 000 voyageurs en moyenne journalière, grâce au travail de 4 000 cheminots. Sur un réseau ferré de 1 485 km, les trains TER ont parcouru 9,5 millions de km. 146 gares et points d'arrêt donnent accès aux trains, auxquels s'ajoutent 261 points d'arrêt routiers.
TER Midi-Pyrénées et TER Languedoc-Roussillon, propres aux anciennes régions, fusionnent pour créer TER Occitanie, réseau de la nouvelle région.

## Histoire

### Le transport régional avant la décentralisation
En 1960, le trafic régional et local est assuré surtout par les trains omnibus, qui incluent les trains directs ou semi-directs. Dans l'actuelle région Midi-Pyrénées, ce trafic est alors moyennement développé, avec, en règle générale, entre trois et cinq aller-retours par jour et par section de ligne. Une desserte périurbaine de Toulouse n'existe pas encore. Si les deux sections de Toulouse-Matabiau à Portet-Saint-Simon et de Toulouse à Saint-Sulpice-sur-Tarn présentent une offre égale ou supérieure à dix aller-retours, c'est parce qu'elles servent de tronc commun à plusieurs relations. La courte antenne de Viviez à Decazeville, dans le nord de l'Averyron, est sinon la seule ligne à bénéficier d'une desserte aussi étoffée. Sur le plan des liaisons plus longues, Toulouse - Albi est celle dont le trafic régional est le mieux développé, avec huit à neuf aller-retours par jour. Ce n'est pas sur des lignes secondaires, mais sur des lignes principales où l'on rencontre les sections au trafic omnibus le plus faible. Sur Toulouse - Narbonne et Brive - Cahors, il est de deux trains par jour et par sens, et sur Ax-les-Thermes - La Tour-de-Carol, d'un unique aller-retour par jour. Or, ces lignes étant parcourues par des trains express à arrêts relativement fréquents et utilisables sans supplément, l'offre réelle est plus élevée.
Dans un contexte de motorisation individuelle galopante et d'investissements limités dans les transports en commun, le « contrat de programme » État - SNCF d'août 1966 vise, entre autres, à décharger la SNCF des services déficitaires sans mettre officiellement en question l'obligation de service public. Moyennant, notamment, le transfert de services omnibus sur la route, la suppression de lignes déficitaires parcourues uniquement par des omnibus et la réorganisation des services subsistants, l'équilibre budgétaire de la SNCF devra ainsi être atteint de nouveau en 1974. Un programme de fermeture portant à l'origine sur 5 000 km de relations omnibus est élaboré. Bientôt, l'objectif sera porté à 10 000 km, mais nombre de fermetures ne seront finalement pas mises en œuvre ou le seront beaucoup plus tard, jusque dans les années 1990. Finalement, entre avril 1967 et août 1973 6 756 km de lignes sont fermées au service voyageurs, avec le plus souvent avec substitution par un service routier sous responsabilité de la SNCF. Dans l'actuelle région Midi-Pyrénées ces fermetures concernent notamment les antennes pyrénéennes : Lannemezan - Arreau-Cadéac (25 km) le 2 mars 1969 ; Boussens - Saint-Girons (33 km) le 28 septembre 1969 ; Lourdes - Pierrefitte-Nestalas (21 km) et Ampèreville (Tarbes) - Bagnères-de-Bigorre (22 km) le 27 septembre 1970. Trois lignes relativement longues sont également sacrifiées : Bon-Encontre (Agen) - Auch (64 km) le 9 avril 1970 ; Mont-de-Marsan - Tarbes (100 km) le 27 septembre 1970 ; et Monsempron-Libos - Cahors (51 km) le 26 septembre 1971. La suppression de la ligne Viviez - Decazeville (4 km) le 6 août 1973 marque la fin de cette vague de fermetures, pas seulement en Midi-Pyrénées mais sur le plan national.
La SNCF n'ayant pu atteindre l'équilibre financier à la fin de l'exercice 1973, le ministère des Finances fixe l'objectif de reporter les services omnibus sur 10 000 km de voies ferrées sur la route, chiffre bientôt porté à 12 500 km. Quand Jacques Chirac devient Premier ministre le 27 mai 1974, il décrète rapidement l'arrêt des transferts sur route autoritaires et propose d'attendre tout d'abord l'élaboration des premiers schémas régionaux de transport (SRT) décidée le 6 mars 1974. Six régions sont choisies comme régions pilotes, dont la région Midi-Pyrénées ne fait pas partie, mais le principe est progressivement étendu sur toutes les régions jusqu'en 1977. La région Midi-Pyrénées entame l'élaboration de son SRT en 1976. Les régions vont se voir se confier l'organisation des services omnibus, avec l'idée sous-jacente qu'elles vont fermer des lignes rurales pour utiliser les économies réalisées pour l'amélioration des dessertes déclarées d'intérêt régional par le SRT. Le but global est l'amélioration des transports collectifs sans coûts supplémentaires pour la collectivité. Mais le SRT Midi-Pyrénées reste sans suites dans un premier temps, car il n'est voté qu'en 1981. Ensuite, l'État ayant été déçu par les SRT et le peu de fermetures enclenchées, le nouveau contrat d'entreprise entre État et SNCF de mars 1979 donne à la SNCF les moyens de décider d'elle-même de la fermeture de lignes. C'est ce qu'elle fait le 1er juin 1980 avec les lignes de Sarlat à Souillac et de Souillac à Saint-Denis-près-Martel (49 km au total), et la ligne de Sévérac-le-Château à Rodez (44 km) suit le 28 septembre. Tandis que les deux premières étaient uniquement empruntées par l'autorail express Aurillac - Bordeaux et retour occupé par seulement onze voyageurs en moyenne, la dernière conserve pour une période de sursis  l'autorail express saisonnier Toulouse-Matabiau - Lyon et retour. Une quatrième ligne au trafic encore plus important est fermée le 1er juin sur la demande des collectivités territoriales qui souhaitent bénéficier du reversement des économies ; il s'agit de la ligne de Cahors à Capdenac (70 km).
Au début des années 1980, la SNCF est pour la première fois encouragée par le gouvernement d'augmenter l'offre omnibus de sa propre initiative, ce qu'elle fait à chaque changement d'horaire d'été 1981 jusqu'à hiver 1983/84. Dans ce cadre, trois expérimentations sont menées, à l'instar de celles de 1971. En Midi-Pyrénées, la ligne de Toulouse à Montréjeau tient lieu d'exemple pour une ligne de banlieue d'une grande ville. Au service d'été 1982, deux aller-retours et demi sont ajoutés à l'horaire, ainsi qu'un aller-retour partiel jusqu'à Boussens. La fréquentation de la ligne augmente de 43 % au cours de l'année qui suit, et 38 % des voyages sur la ligne s'effectuent à bord des trains nouvellement créés. La hausse est plus marquée dans le deuxième semestre suivant la mise en place de la nouvelle offre.
À la même époque, commence le renouvellement du matériel roulant destiné aux lignes électrifiées, alors en grande partie désuète. La moyenne d'âge des voitures voyageurs est de trente-huit ans en 1977. Les dix-huit automotrices électriques Z 4100 stationnées à Toulouse et Tarbes proviennent de la banlieue parisienne et ont été construites pendant la seconde moitié des années 1920. Entre 1980 et 1984, quarante-sept Z 7300 et Z 7500 sont réceptionnées à Bordeaux et affectées non seulement aux lignes aquitaines, mais aussi à toutes les lignes électrifiées rayonnant autour de Toulouse, jusqu'à Montréjeau, Cahors, Carcassonne et Latour-de-Carol. Ces rames de la série des Z2 sont très innovantes pour l'époque et aptes à assurer un service rapide grâce à leur vitesse de pointe de 160 km/h. Ce renouvellement du parc s'effectue sur les fonds propres de la SNCF, qui finance également les premières Rames réversibles régionales (RRR) livrées début 1986 pour la relation Toulouse - Albi - Rodez. La région Midi-Pyrénées est, après Rhône-Alpes, la deuxième région à bénéficier de ce type de matériel. Une seconde tranche est livrée en 1988.

### Les débuts de la décentralisation des transports régionaux
Pour marquer le début de son engagement en faveur du transport ferroviaire, la Région achète, en 1982, un autorail X 2100 presque neuf (X 2133 renuméroté X 92104), accompagnée d'une remorque XR 6000 auparavant affectée au Massif central (renumérotée XR 96004).
La LOTI, promulguée le 30 décembre 1982, encourage la décentralisation des transports, sans pour autant définir un cadre précis. Puis, la loi du 7 janvier 1983 sur la répartition des compétences entre les communes, les départements, les régions et l'État donne le coup d'envoi à la décentralisation sur un plan plus général, avec, entre autres, l'instauration du suffrage universel des Conseillers régionaux. Sur le plan des transports ferroviaires régionaux, l'attitude de l'État reste ambivalente. En effet, il ne veut pas doter les régions des budgets nécessaires leur permettant de se substituer à l'État pour le versement de la contribution d'équilibre des services SNCF d'intérêt régional. Il craint que les régions puissent détourner ces fonds de leur destination initiale et ne réduisent les services ferroviaires, ce qui n'est plus souhaité, contrairement aux années 1970. De ce fait, la décentralisation des services ferroviaires ne peut être que facultative, l'État l'encourageant toutefois et souhaite que les régions s'investissent dans leur amélioration. La région Midi-Pyrénées est l'une des rares régions à jouer le jeu de la décentralisation dès le départ.
En effet, avant même de la promulgation de la LOTI, la Région met en œuvre un programme pluriannuel de renforcement des dessertes, de rénovation du matériel et de renouvellement des infrastructures ferroviaires. Dans un rayon de 10 km autour de la capitale régionale, dix nouveaux points d'arrêts sont créés, et des trains périurbains sont instaurés dans le périmètre du Grand Toulouse. Ce programme s'inspire des conclusions du SRT, voté trop tardivement pour que la Région puisse bénéficier des dispositions du décret du 30 août 1977 (reversement des économies dégagées par une réorganisation de la desserte), mais trouvant néanmoins l'appui de l'État. Le Conseil régional de Midi-Pyrénées signe donc un protocole de cofinancement avec l'État en septembre 1982. Pendant la période de 1982 à 1987, l'offre de trains doit augmenter de 29 %, et l'offre d'autocars régionaux de 27 %. Pour l'année 1983, les différentes mesures coûtent la somme 94 320 000 francs, répartie comme suit entre les différents acteurs : Région 37,4 %, État 29,1 %, SNCF 27,2 %, collectivités locales 6,3 %. Cet ambitieux programme traduit une claire orientation du budget régional en faveur des transports en commun. Il fait l'objet d'un deuxième contrat avec l'État voté en octobre 1984, et permettant à la région de bénéficier d'un budget de 27 millions de francs supplémentaires issus du Fonds spécial « Grands travaux ». L'État est d'accord pour poursuivre le financement jusqu'à ce que les mesures prévues par le SRT soient complètement réalisées.
Quelques mois après les régions Nord-Pas-de-Calais et Languedoc-Roussillon également précurseurs dans le domaine, le Conseil régional de Midi-Pyrénées conclut une convention d'exploitation globale avec la SNCF, en janvier 1985. C'est une convention dite amalgame. Contrairement aux conventions antérieures portant uniquement sur les nouveaux trains créés à la demande d'une collectivité, elle couvre la totalité de la desserte d'une ligne ou d'un réseau. La Région n'est donc pas obligé de rembourser à la SNCF les pertes de recettes sur les trains existants au préalable ; seule l'évolution globale des dépenses et recettes est considérée. Tant que les recettes supplémentaires dépassent les coûts des trains supplémentaires, le renforcement des dessertes ne coûte donc rien à la région. Il convient de rappeler, dans ce contexte, que le financement du statu quo du trafic omnibus se fait toujours par une contribution forfaitaire que l'État verse annuellement à la SNCF, sans que la société nationale soit pour autant tenu de fournir des prestations définies.

### De la naissance du TER jusqu'à la régionalisation
Le TER Midi-Pyrénées est lancé en 1986 à la suite de la mise en place d'une nouvelle politique commerciale de la SNCF sur le plan des transports régionaux, souhaitant affirmer davantage sa propre identité d'entreprise en mettant fin, notamment, aux décorations des trains suivant les souhaits des régions. « TER » traduit une stratégie commerciale reposant sur la marque TER avec son logo et sa décoration, sorte de label de qualité ; la charte TER signée entre la SNCF et les régions qui le souhaitent ; et la gamme commerciale TER. Elle s'exprime à travers l'information voyageurs, la promotion et la communication institutionnelle. Parmi les quatre coloris que la SNCF propose pour la livrée du matériel TER, la région Midi-Pyrénées choisit le bleu. Le TER veut rajeunir l'image des transports ferroviaires régionaux, jusque-là négligés et souffrant d'une mauvaise image. Pour la première fois, une telle initiative est mise en œuvre sur le plan national et s'accompagne de signatures de conventions avec toutes les régions qui ne l'ont pas encore fait (sauf trois, retardataires). À partir de 1986, il s'agit d'un nouveau type de conventions, dit convention à la marge. La région Midi-Prénées n'en est pas concernée, optant pour la reconduction de sa convention initiale pour une période de trois ans, le 1er janvier 1990 .
Au début, le TER Midi-Pyrénées compte 23 % de lignes routières, ce qui est le taux maximum atteint en France, alors que quatre régions ne comptent aucune ligne routière dans leur réseau TER. 5,2 % des lignes de chemin de fer de la région ont une desserte mixte train / autocar. Pendant la première convention TER, ce taux est porté à 26 %. La stratégie est de prospecter une nouvelle clientèle dans des créneaux horaires non encore exploités, en dehors des heures de pointe, que ce soit en matinée, en fin d'après-midi ou tard dans la soirée. Sont concernées, par exemple, les lignes de Toulouse à Auch et à Mazamet. L'augmentation de l'offre ferroviaire continue en même temps, et concerne 69 % du réseau pour ce qui est des jours du lundi au vendredi, et 55 % des lignes en ce qui concerne les dimanches et fêtes. Sur le plan national, la région se classe en deuxième rang pour le renforcement des horaires, voire en premier rang pour les dimanches et fêtes. Pendant la même période, beaucoup de régions optent au contraire pour un report des trains du dimanche vers les jours ouvrables et réduisent considérablement l'offre du week-end.
Avec l'arrivée d'une nouvelle direction à la tête de la SNCF en 1988, le Service d'action régionale créé le 1er mars 1983 est rattaché au directeur-général adjoint responsable du service commercial, et l'accent est mis sur le TGV au détriment des express d'intérêt régional. C'est ainsi que la suppression de l'autorail express saisonnier Toulouse - Lyon par Rodez est décidée pour la fin de la saison estivale 1988. La ligne de Sévérac-le-Château à Rodez, déjà sans trafic omnibus depuis 1980, est ainsi complètement privée de trains de voyageurs. La Région veut toutefois préserver la ligne. Dès 1990, elle instaure un aller-retour par autorail Saint-Rome-de-Cernon - Millau - Sévérac-le-Château - Rodez - Toulouse. Cette amélioration de la desserte ferroviaire de Millau intervient deux ans avant la réduction de l'offre sur la ligne de Béziers à Neussargues par Millau, victime de la concurrence de l'A 75.
Le renouvellement du parc remorqué continue, en l'occurrence sous la forme des Rames inox omnibus (RIB) qui ne sont pas neuves mais le produit d'une modernisation profonde des premières Rames inox de banlieue construites au début des années 1960 pour la région parisienne. Les six premiers segments de RIB, à quatre caisses chacun, sortent des ateliers d'Oullins en août 1988 et sont destinés à la région Midi-Pyrénées. Ils sont employés en pool avec les RRR aux caractéristiques semblables, et le rayon d'action s'étend jusqu'à Brive-la-Gaillarde au nord et Mazamet à l'est. La traction est assurée par des BB 8500 sur les lignes électrifiées, et des BB 66400 ou BB 67400 sur les lignes non électrifiées.
Pendant les premières années de l'existence du TER (période 1985-1992), la région Midi-Pyrénées se classe à la tête des régions françaises en termes d'investissements ferroviaires, et prend le troisième rang tant pour les investissements dans l'infrastructure et dans le matériel roulant. La région consacre 195 100 000 francs à l'infrastructure ferroviaire (devancée par Rhône-Alpes et la Basse-Normandie) et 154 800 000 francs au matériel roulant (derrière le Nord-Pas-de-Calais et Rhône-Alpes). Le montant total investi, soit 349 900 000 francs, ne suffit que pour le quatrième rang (derrière les trois autres régions mentionnées), mais il correspond à 11,6 % du budget ferroviaire réuni des vingt régions concernées par le TER (France continentale hors Île-de-France). Midi-Pyrénées et le Nord-Pas-de-Calais sont les seules régions dont les investissements s'inscrivent dans des plans d'ensemble pluriannuels, les autres régions ne procédant qu'à des opérations ponctuelles. En 1991, la Région conclut une convention d'investissement pour l'infrastructure, comportant vingt-cinq mesures pour un budget total de 672 million de francs, dont 224 million de francs à sa charge, alors que la SNCF ne débourse que 200 million de francs. L'objectif principal est l'abaissement des temps de parcours sur le réseau d'armature, en modernisant les voies et la signalisation, en créant de nouvelles sous-stations et des voies d'évitement. La première ligne à être traitée est Toulouse - Rodez, dont le tronçon initial jusqu'à Saint-Sulpice a déjà été équipé d'une commande centralisée de voie unique (CCVU) au préalable. Pour disposer d'un matériel plus performant sur les lignes non électrifiées, la Région commande - avant la mise au point définitif de ces séries - huit automoteurs « ATER » X 72500 en 1994, et douze autorails « XTER » X 73500 en 1998.
En dépit de ces efforts considérables, le TER Midi-Pyrénées paraît comme déficitaire dans la comptabilité de la SNCF. Le déficit cumulé des six exercices de 1985 à 1990 est de 115 200 000 francs, valeur maximum constatée pour une région française. La SNCF entend se faire rembourser chaque année son déficit d'exploitation par la Région, qui, à l'instar d'autres régions vers 1993/94, cesse de payer les sommes demandées à partir de 1993. En effet, la SNCF ne parvient pas à justifier ces mauvais résultats, et les calculs internes à la SNCF restent parfaitement opaques pour les régions. D'emblée, la part de la contribution forfaitaire de l'État que la SNCF attribue à chacune des régions est inconnue. La SNCF est soupçonnée par certains élus de répercuter les charges financières de son endettement sur le TER, endettement croissant au même rythme que le réseau des lignes à grande vitesse (Réseau ferré de France n'existe pas encore). Il est certain que dans le schéma comptable et financier « FC 12 K », les coûts des trains-km sont calculés sur la base de valeurs forfaitaires (coûts moyens nationaux), tout comme les coûts de l'infrastructure et les recettes. L'observation est alors faite que le déficit augmente proportionnellement au trafic. En Midi-Pyrénées, le niveau du trafic est resté stable, et la région n'est donc pas parmi les dix régions frappées par la baisse du trafic de la première moitié des années 1990. Curieusement, des régions à forte baisse de trafic (Limousin -20 %, Franche-Comté -22 %, Provence-Alpes-Côte d'Azur -27 %) ne sont pas déficitaires. Le constat positif de la stabilité du trafic ne doit en même temps pas faire oublier que l'occupation moyenne des trains, inférieure à cinquante personnes, est l'une des plus faibles de France (avec Poitou-Charentes et Franche-Comté). En général, un niveau d'offre supérieur à la moyenne conduit à une bonne fréquentation des trains, ce qui n'est pas le cas en Midi-Pyrénées.
La plupart des régions doivent faire face, en 1993, à un nouveau problème financier. La SNCF, après avoir défini la catégorie des « express d'intérêt régional » (EIR) tous déficitaires, demande aux régions de les intégrer dans l'offre TER. Sur le plan national, ces trains représentent près de 25 % du volume des trains-km des TER. Avec le Nord-Pas-de-Calais, la région Midi-Pyrénées est la seule région à ne compter aucun EIR. Elle termine les chantiers du programme d'accélération des dessertes de 1991, mais ne décide pas de nouveaux projets, dans l'attente d'une résolution de son différend avec la SNCF et de l'élaboration de son nouveau SRT. Ce second SRT Midi-Pyrénées est achevé en 1997, et un protocole d'accord avec la direction régionale de la SNCF est signé le 28 mai 1998. Il ne prévoit pas d'investissements, mais stipule la modification des dessertes, avec la création de trains supplémentaires sur plusieurs lignes. Ensuite, le contrat de plan État-région 2000-2006 prévoit un budget ferroviaire de 905 millions de francs, dont 270 à la charge de la Région. Six fois plus de moyens sont dédiées aux projets routiers, ce qui n'empêche pas la poursuite de la modernisation du réseau ferroviaire tant sur le plan du périmètre périurbain de Toulouse que sur les grands axes structurants.

### Depuis la régionalisation en 2002

Le logo avant 2014.

Les expériences gagnées dans les six régions pilotes retenues en 1996 (et dont la région Midi-Pyrénées ne fait pas partie) sont décisives pour la généralisation du conventionnement global des services TER par la loi relative à la solidarité et au renouvellement urbains (SRU), promulgué le 13 décembre 2000, à compter du 1er janvier 2002. Les régions deviennent ainsi autorités organisatrices de transports (AOT) et se substituent à l'État pour le versement des contributions à la SNCF en vertu du trafic régional.
À la suite de la fusion des régions en 2016, l'autorité organisatrice des transports régionaux est la région Occitanie qui hérite de la propriété du matériel roulant[réf. nécessaire].

## Plan Rail

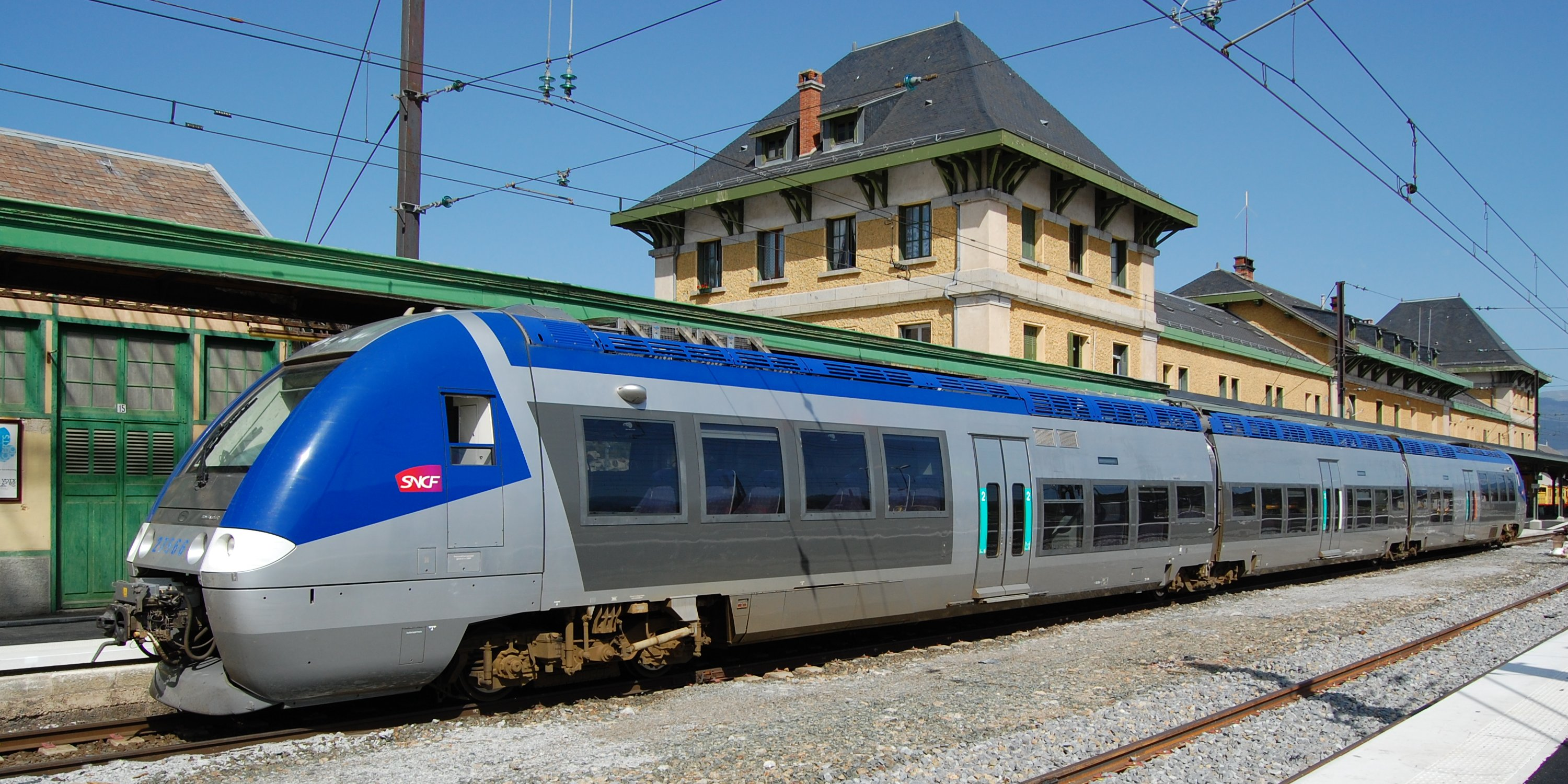
Un TER Midi-Pyrénées en gare de Latour-de-Carol-Enveitg

Le 25 juillet 2007, la SNCF, RFF, et la région Midi-Pyrénées signent un protocole lançant le démarrage du Plan Rail qui s'échelonnera de 2008 à 2013. La région Midi-Pyrénées est la première région de France à établir un plan d'une telle ampleur. Concrètement, ce chantier prévoit de rénover:
- 500 km de voies sur le territoire de Midi-Pyrénées.
- Les gares, avec les accueils au public, les guichets, les espaces voyageurs, les abris voyageurs sur les quais, et les quais, qui seront remis aux normes d'accessibilité pour les personnes à mobilité réduite.
- L'information pour les voyageurs sur le quais et dans les gares, en temps réel.

Ce chantier a couté 820 millions d'euros, provenant de la région, l'État, RFF et du Fonds Européen.
Dès 2011, la majorité du chantier est accompli sur Midi-Pyrénées, mais reste la rénovation de la voie Saint-Sulpice à Albi, puis Rodez, mais surtout le doublement de la voie de Toulouse à Saint-Sulpice, via Montrabé.
En 10 ans, l'offre transport en Midi-Pyrénées s'est nettement améliorée. De 150 dessertes par jour, avec 5 millions de voyageurs par an en 1998, l'offre est passée à 348 dessertes par jour, avec 8,7 millions de voyageurs par an en 2006. En 2007, le nombre de voyageurs est passé à 10 millions. La région table grâce à cet investissement sur un nouveau doublement du trafic d'ici 2017.

## Relations TER

### Par rail

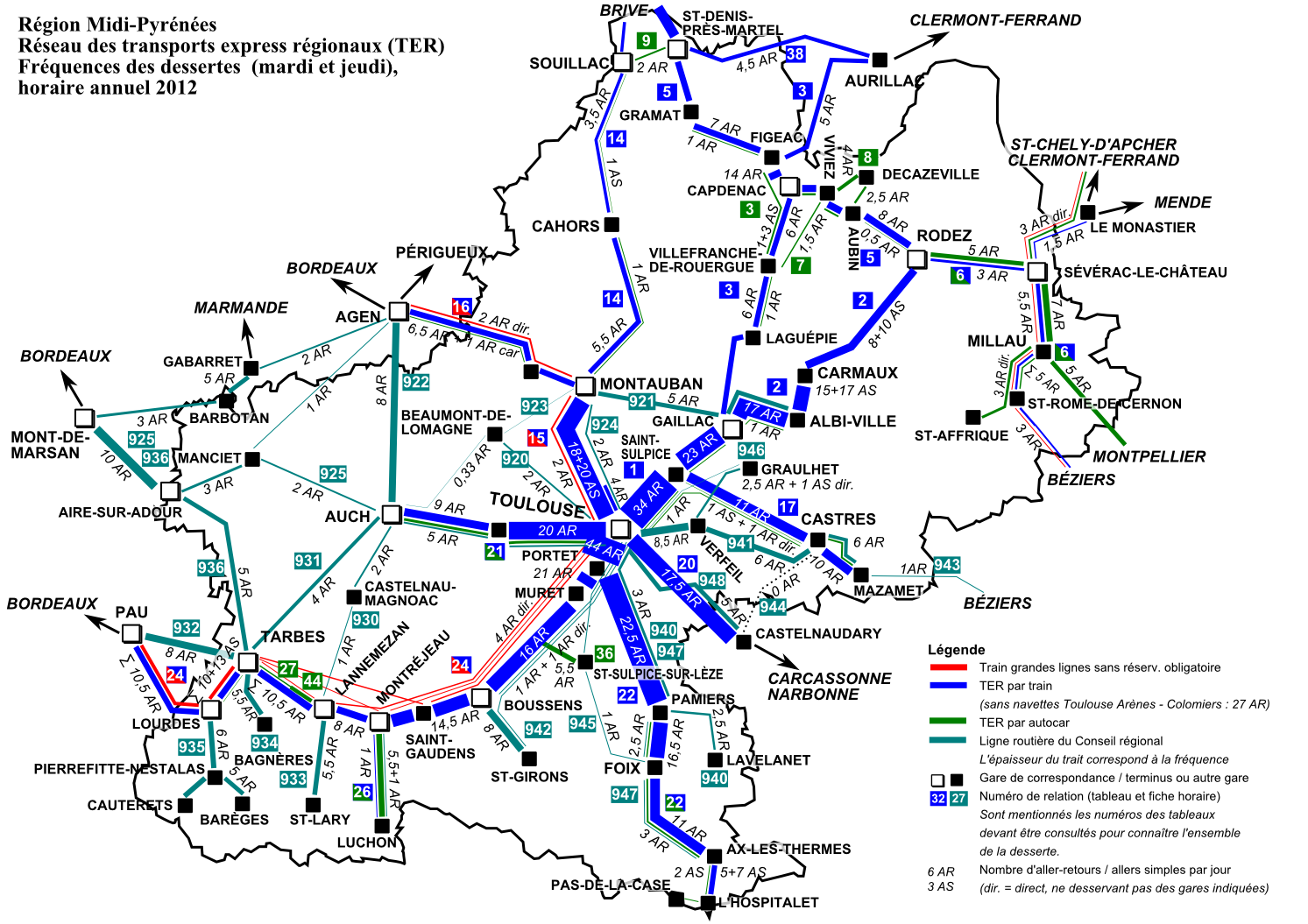
Fréquence de la desserte les jours-type de pleine semaine (mardi et jeudi), horaire annuel 2012.

Les trains TER sillonnent l'ensemble du réseau ferroviaire voyageurs de la région. Le TER Midi-Pyrénées a représenté, en 2010, un réseau de 1 485 km de lignes avec 146 gares et points d'arrêt ferroviaires, sur lequel circulent 356 trains par jour de pleine semaine, empruntés par plus de 30 000 voyageurs en moyenne journalière. Environ 9,5 millions de trains-km ont été réalisés sur l'année. Les fréquences varient en fonction des périodes de la journée et des secteurs géographiques. Alors qu'au sein de l'agglomération de Toulouse les trains peuvent circuler toutes les 15 min pendant les heures de pointe, les principales liaisons interville fonctionnent toutes les 60 min, et des lacunes de trois à quatre heures existent sur les lignes du Massif central. Certains petits points d'arrêt ne sont desservis qu'une fois le matin et une fois le soir.
Les relations desservies par des trains TER sont résumées dans le tableau ci-dessous. Les numéros des lignes correspondent à ceux utilisés en 2012 pour les documents horaires. Pour plus de clarté, n'ont été retenus que les numéros renvoyant vers la desserte détaillée sur les axes considérés, évitant ainsi au maximum que des lignes soient repérées par plusieurs numéros. Sur plusieurs lignes, les trains sont complétés par des autocars. Ces services étant repris par le tableau de la section suivante, le tableau n'en tient pas compte. Dans la colonne Horaires, sont indiqués le premier départ de la gare nommée en dernier lieu, et le dernier départ de la gare en premier lieu. Est considérée comme fonctionnant en soirée une ligne dont le dernier départ a lieu après 20 h 30, si ce train effectue la totalité du parcours. Sur des parcours partiels, les lignes peuvent donc fonctionner en soirée sans que cela soit indiqué dans le tableau. Ces renseignements se portent sur le cas le plus représentatif, soit les jours du lundi au vendredi hors jours fériés. La durée du voyage peut varier en fonction des différents services, bien que les horaires soient cadencés sur la plupart des liaisons. Est indiquée la durée du voyage la plus représentative, s'appliquant aux trains couvrant l'ensemble de la relation, qui le plus souvent ne s'arrêtent pas dans l'ensemble des gares.

### Par autocar
Les relations desservies par autocar TER sont pour l'essentiel complémentaires aux lignes de chemin de fer desservies par trains TER. Les autocars circulent notamment en début et fin de journée, et sur certaines relations pendant les heures creuses de la matinée et de l'après-midi. Dans certains cas, les autocars sont plus fréquents que les trains (relations no 6 et 24), mais le plus souvent, la fréquence des cars ne dépasse pas les trois aller-retours par jour. Certaines sections ne voient passer des autocars que dans un seul sens la plupart des jours, ou seulement des jours particuliers (vendredi, samedi, dimanche et / ou lundi notamment). Sur des parcours longs, les cars desservent parfois moins d'arrêts que les trains afin de ne pas rendre excessifs les temps de voyage, alors que sur d'autres itinéraires, les cars desservent des localités dépourvues de points d'arrêt ferroviaires, et assurent donc une desserte plus fine que le train.
Deux relations routières TER Midi-Pyrénées remplacent des lignes de chemin de fer fermées au trafic voyageurs, à savoir les relations no 8 et 9. Trois autres relations ont la particularité de ne pas reprendre l'itinéraire de voies ferrées : la relation no 7 entre Villefranche-de-Rouergue et Viviez, la relation no 23 pour sa branche vers le Pas de la Case, ainsi que la relation no 36, qui assure la navette entre la commune de Saint-Sulpice-sur-Lèze et la gare de Longages-Noé. La majorité des relations routières de ces deux types ne font aujourd'hui plus partie du réseau TER et sont gérées directement par le Conseil régional (voir le chapitre ci-dessous).
|      | Lignes routières TER |
| ---- | --- |
| 2    | Toulouse ↔ Montastruc-la-Conseillère ↔ Saint-Sulpice-sur-Tarn ↔ Gaillac ↔ Albi (1 AR / jour)                                                                                        |
| 3    | Figeac ↔ Villefranche-de-Rouergue (1+3 AS / jour) ; Villefranche-de-Rouergue ↔ Laguépie (1 AR / jour) et Gaillac / Tessonnière ↔ Villefranche-de-Rouergue ↔ Figeac (certains jours) |
| 5    | Figeac ↔ Gramat (1 AR / jour) et Rodez ↔ Figeac (1 AS / jour) |
| 6    | Rodez ↔ Bertholène ↔ Laissac ↔ Sévérac-le-Château ↔ Aguessac ↔ Millau ↔ Saint-Rome-de-Cernon                                                                                        |
| 7    | Villefranche-de-Rouergue ↔ Viviez ↔ Aubin ↔ Decazeville |
| 8    | Figeac ↔ Capdenac ↔ Viviez ↔ Aubin ↔ Decazeville |
| 9    | Souillac ↔ Martel ↔ Gare de Saint-Denis-près-Martel |
| 14   | Cahors ↔ Montauban (1 AR / jour) et Brive-la-Gaillarde ↔ Montauban (1 AS /jour) |
| 16   | Agen ↔ Castelsarrasin (1 AR / jour) |
| 17   | Toulouse ↔ Saint-Sulpice-sur-Tarn ↔ Castres ↔ Mazamet (1 AR / jour) et Brive-la-Gaillarde ↔ Montauban (1 à 2 AR /jour selon sections)                                               |
| 21   | Toulouse ↔ Colomiers ↔ L'Isle-Jourdain ↔ Auch |
| 22   | Pamiers ↔ Foix ↔ Ax-les-Thermes ↔ Latour-de-Carol et Gare d'Andorre - L'Hospitalet ↔ Pas de la Case-Douane (1 à 2 AR /jour selon sections)                                          |
| 24   | Toulouse ↔ Boussens ↔ Montréjeau ↔ Tarbes ↔ Pau (différents services par section selon les jours)                                                                                   |
| 26   | Montréjeau ↔ Luchon |
| 27   | Lannemezan ↔ Tarbes (1 AR / jour) |
| 36   | Gare de Longages-Noé ↔ Saint-Sulpice-sur-Lèze |
| 44   | Lannemezan ↔ Capvern (voir aussi 24) |
| s.n. | Millau ↔ Marvejols ↔ Saint-Chély-d'Apcher (1 à 2 AR / jour ; TER Languedoc-Roussillon)                                                                                              |
| s.n. | Montpellier ↔ Millau ↔ Saint-Affrique (TER Languedoc-Roussillon) |

## Lignes routières du Conseil régional
Le réseau d'autocars du Conseil régional de Midi-Pyrénées n'est pas exploité par la SNCF et est indépendant du réseau TER. La tarification à bord est spécifique. Cependant, pour des trajets en correspondance, la gamme tarifaire de la SNCF est applicable (hors voyages en groupes).
Certaines lignes desservent la Gare routière de Toulouse.
Contrairement aux relations routières TER, les lignes gérées par le Conseil régional sous le régime de la délégation de service public ne sont pas directement complémentaires aux trains TER, c'est-à-dire elles servent pas à remplacer des trains pendant les heures creuses ou à desservir des localités dont la gare a été fermée. La plupart des relations reprennent toutefois l'itinéraire de lignes de chemin de fer supprimées, ou, plus rarement, desservent des parcours où des lignes SNCF n'ont jamais existé (cas des relations no 911, 914, 932, 941 et 945 notamment). Mais un petit nombre de lignes, notamment les relations no 940 entre Toulouse et Pamiers et la relation no 947 sur toute sa longueur entre Toulouse et Ax-les-Thermes, sont concurrentielless aux services par fer, en reprenant à l'identique l'itinéraire desservi par des trains. Si les lignes no 912, 913, 924 et 948 sont également parallèles à des lignes de chemin de fer, elles desservent majoritairement des communes situées à l'écart de la voie ferrée.
Toutes les lignes RRR sont résumées ci-dessous. La liste comporte également sept lignes, numérotées 920 à 926, qui appartiennent à des réseaux départementaux ou sont exploitées à titre libre. Ces lignes ne font pas partie du RRR, mais sont reprises par le guide régional des transports édité par le Conseil régional et la SNCF.

### Lignes 931 à 940
| Ligne | Caractéristiques       | Caractéristiques       | Caractéristiques       | Caractéristiques          | Caractéristiques           | Caractéristiques                                     | Caractéristiques       | Caractéristiques       |  |
| ----- | ---------------------- | ---------------------- | ---------------------- | ------------------------- | -------------------------- | ---------------------------------------------------- | ---------------------- | ---------------------- |  |
| 931   | Tarbes ↔ Auch          | Tarbes ↔ Auch          | Tarbes ↔ Auch          | Tarbes ↔ Auch             | Tarbes ↔ Auch              | Tarbes ↔ Auch                                        | Tarbes ↔ Auch          | Tarbes ↔ Auch          |  |
|       | Longueur ** km         | Durée 1 h 40           | Sam. Dim.-Fériés ·     | Horaires 6 h 10 - 18 h 35 | Véhicules Mercedes Intouro | Exploitant Réseau CR Midi-Pyrénées (Keolis Pyrénées) | Dépôt **               |                        |  |
| 932   | Agen ↔ Auch            | Agen ↔ Auch            | Agen ↔ Auch            | Agen ↔ Auch               | Agen ↔ Auch                | Agen ↔ Auch                                          | Agen ↔ Auch            | Agen ↔ Auch            |  |
|       | Longueur ** km         | Durée 1 h 15           | Sam. Dim.-Fériés · /   | Horaires 6 h 50 - 18 h 40 | Véhicules Mercedes Intouro | Exploitant Réseau CR Midi-Pyrénées (Keolis Pyrénées) | Dépôt **               |                        |  |
| 933   | Auch ↔ Montauban       | Auch ↔ Montauban       | Auch ↔ Montauban       | Auch ↔ Montauban          | Auch ↔ Montauban           | Auch ↔ Montauban                                     | Auch ↔ Montauban       | Auch ↔ Montauban       |  |
|       | Longueur ** km         | Durée 0 h 50           | Sam. Dim.-Fériés ·     | Horaires 6 h 45 - 19 h 05 | Véhicules **               | Exploitant Réseau CR Midi-Pyrénées (Keolis Pyrénées) | Dépôt **               |                        |  |
| 934   | Auch ↔ Mont-de-Marsan  | Auch ↔ Mont-de-Marsan  | Auch ↔ Mont-de-Marsan  | Auch ↔ Mont-de-Marsan     | Auch ↔ Mont-de-Marsan      | Auch ↔ Mont-de-Marsan                                | Auch ↔ Mont-de-Marsan  | Auch ↔ Mont-de-Marsan  |  |
|       | Longueur ** km         | Durée 0 h 35           | Sam. Dim.-Fériés ·     | Horaires 6 h 28 - 20 h 15 | Véhicules **               | Exploitant Réseau CR Midi-Pyrénées (Keolis Pyrénées) | Dépôt **               |                        |  |
| 935   | Toulouse' ↔Auch        | Toulouse' ↔Auch        | Toulouse' ↔Auch        | Toulouse' ↔Auch           | Toulouse' ↔Auch            | Toulouse' ↔Auch                                      | Toulouse' ↔Auch        | Toulouse' ↔Auch        |  |
|       | Longueur ** km         | Durée 1 h 00           | Sam. Dim.-Fériés ·     | Horaires 7 h 10 - 18 h 30 | Véhicules **               | Exploitant Réseau CR Midi-Pyrénées (Keolis Pyrénées) | Dépôt **               |                        |  |
| 940   | Tarbes↔ Mont-de-Marsan | Tarbes↔ Mont-de-Marsan | Tarbes↔ Mont-de-Marsan | Tarbes↔ Mont-de-Marsan    | Tarbes↔ Mont-de-Marsan     | Tarbes↔ Mont-de-Marsan                               | Tarbes↔ Mont-de-Marsan | Tarbes↔ Mont-de-Marsan |  |
|       | Longueur ** km         | Durée 2 h 30           | Sam. Dim.-Fériés ·     | Horaires 7 h 35 - 17 h 30 | Véhicules **               | Exploitant Réseau CR Midi-Pyrénées (Keolis Pyrénées) | Dépôt **               |                        |  |

### Lignes 941 à 948
| Ligne | Caractéristiques                                     | Caractéristiques                                     | Caractéristiques                                     | Caractéristiques                                     | Caractéristiques                                     | Caractéristiques                                              | Caractéristiques                                     | Caractéristiques                                     |  |
| ----- | ---------------------------------------------------- | ---------------------------------------------------- | ---------------------------------------------------- | ---------------------------------------------------- | ---------------------------------------------------- | ------------------------------------------------------------- | ---------------------------------------------------- | ---------------------------------------------------- |  |
| 941   | Toulouse ↔ Castres ↔ Mazamet                         | Toulouse ↔ Castres ↔ Mazamet                         | Toulouse ↔ Castres ↔ Mazamet                         | Toulouse ↔ Castres ↔ Mazamet                         | Toulouse ↔ Castres ↔ Mazamet                         | Toulouse ↔ Castres ↔ Mazamet                                  | Toulouse ↔ Castres ↔ Mazamet                         | Toulouse ↔ Castres ↔ Mazamet                         |  |
|       | Longueur ** km                                       | Durée 2 h 20                                         | Sam. Dim.-Fériés ·                                   | Horaires 6 h 00 - 16 h 00                            | Véhicules **                                         | Exploitant Réseau CR Midi-Pyrénées (Autocars Balent)          | Dépôt Castres                                        |                                                      |  |
| 942   | [Toulouse ↔] Boussens ↔ Saint-Girons [- Guzet-Neige] | [Toulouse ↔] Boussens ↔ Saint-Girons [- Guzet-Neige] | [Toulouse ↔] Boussens ↔ Saint-Girons [- Guzet-Neige] | [Toulouse ↔] Boussens ↔ Saint-Girons [- Guzet-Neige] | [Toulouse ↔] Boussens ↔ Saint-Girons [- Guzet-Neige] | [Toulouse ↔] Boussens ↔ Saint-Girons [- Guzet-Neige]          | [Toulouse ↔] Boussens ↔ Saint-Girons [- Guzet-Neige] | [Toulouse ↔] Boussens ↔ Saint-Girons [- Guzet-Neige] |  |
|       | Longueur ** km                                       | Durée 0 h 45                                         | Sam. Dim.-Fériés ·                                   | Horaires 5 h 55 - 18 h 50                            | Véhicules **                                         | Exploitant Réseau CR Midi-Pyrénées (CAP Pays Cathare)         | Dépôt **                                             |                                                      |  |
| 943   | Béziers ↔ Saint-Pons ↔ Castres                       | Béziers ↔ Saint-Pons ↔ Castres                       | Béziers ↔ Saint-Pons ↔ Castres                       | Béziers ↔ Saint-Pons ↔ Castres                       | Béziers ↔ Saint-Pons ↔ Castres                       | Béziers ↔ Saint-Pons ↔ Castres                                | Béziers ↔ Saint-Pons ↔ Castres                       | Béziers ↔ Saint-Pons ↔ Castres                       |  |
|       | Longueur ** km                                       | Durée 02 h 30                                        | Sam. Dim.-Fériés ·                                   | Horaires 10 h 30 - 17 h 30                           | Véhicules **                                         | Exploitant Réseau CR Midi-Pyrénées (Autocars Balent)          | Dépôt Castres                                        |                                                      |  |
| 944   | Castres ↔ Revel ↔ Castelnaudary                      | Castres ↔ Revel ↔ Castelnaudary                      | Castres ↔ Revel ↔ Castelnaudary                      | Castres ↔ Revel ↔ Castelnaudary                      | Castres ↔ Revel ↔ Castelnaudary                      | Castres ↔ Revel ↔ Castelnaudary                               | Castres ↔ Revel ↔ Castelnaudary                      | Castres ↔ Revel ↔ Castelnaudary                      |  |
|       | Longueur ** km                                       | Durée 01 h 10                                        | Sam. Dim.-Fériés ·                                   | Horaires (bihebdomadaire)                            | Véhicules **                                         | Exploitant Réseau CR Midi-Pyrénées (Autocars Balent, Castres) | Dépôt Castres                                        |                                                      |  |
| 945   | Toulouse ↔ Lézat-sur-Lèze ↔ Foix                     | Toulouse ↔ Lézat-sur-Lèze ↔ Foix                     | Toulouse ↔ Lézat-sur-Lèze ↔ Foix                     | Toulouse ↔ Lézat-sur-Lèze ↔ Foix                     | Toulouse ↔ Lézat-sur-Lèze ↔ Foix                     | Toulouse ↔ Lézat-sur-Lèze ↔ Foix                              | Toulouse ↔ Lézat-sur-Lèze ↔ Foix                     | Toulouse ↔ Lézat-sur-Lèze ↔ Foix                     |  |
|       | Longueur ** km                                       | Durée 2 h 10                                         | Sam. Dim.-Fériés · /                                 | Horaires 7 h 15 - 16 h 50                            | Véhicules **                                         | Exploitant Réseau CR Midi-Pyrénées (Autocars SALT Toulouse)   | Dépôt Pamiers                                        |                                                      |  |
| 946   | Toulouse ↔ Lavaur ↔ Graulhet                         | Toulouse ↔ Lavaur ↔ Graulhet                         | Toulouse ↔ Lavaur ↔ Graulhet                         | Toulouse ↔ Lavaur ↔ Graulhet                         | Toulouse ↔ Lavaur ↔ Graulhet                         | Toulouse ↔ Lavaur ↔ Graulhet                                  | Toulouse ↔ Lavaur ↔ Graulhet                         | Toulouse ↔ Lavaur ↔ Graulhet                         |  |
|       | Longueur ** km                                       | Durée 01 h 15                                        | Sam. Dim.-Fériés ·                                   | Horaires 5 h 45 - 18 h 30                            | Véhicules **                                         | Exploitant Réseau CR Midi-Pyrénées (Veolia Transport)         | Dépôt **                                             |                                                      |  |
| 947   | Toulouse ↔ Foix ↔ Ax-les-Thermes                     | Toulouse ↔ Foix ↔ Ax-les-Thermes                     | Toulouse ↔ Foix ↔ Ax-les-Thermes                     | Toulouse ↔ Foix ↔ Ax-les-Thermes                     | Toulouse ↔ Foix ↔ Ax-les-Thermes                     | Toulouse ↔ Foix ↔ Ax-les-Thermes                              | Toulouse ↔ Foix ↔ Ax-les-Thermes                     | Toulouse ↔ Foix ↔ Ax-les-Thermes                     |  |
|       | Longueur ** km                                       | Durée 03 h 15                                        | Sam. Dim.-Fériés · /                                 | Horaires 10h55 - 16h40                               | Véhicules **                                         | Exploitant Réseau CR Midi-Pyrénées (Autocars SALT Toulouse)   | Dépôt Pamiers                                        |                                                      |  |
| 948   | [Carcassonne ↔] Castelnaudary ↔ Toulouse             | [Carcassonne ↔] Castelnaudary ↔ Toulouse             | [Carcassonne ↔] Castelnaudary ↔ Toulouse             | [Carcassonne ↔] Castelnaudary ↔ Toulouse             | [Carcassonne ↔] Castelnaudary ↔ Toulouse             | [Carcassonne ↔] Castelnaudary ↔ Toulouse                      | [Carcassonne ↔] Castelnaudary ↔ Toulouse             | [Carcassonne ↔] Castelnaudary ↔ Toulouse             |  |
|       | Longueur ** km                                       | Durée 02 h 30                                        | Sam. Dim.-Fériés ·                                   | Horaires 7 h 00 - 17 h 45                            | Véhicules **                                         | Exploitant Réseau CR Midi-Pyrénées (Veolia Transport)         | Dépôt **                                             |                                                      |  |

## Matériel roulant

### Locomotives pour rames tractées
Le premier Régio 2N de la région fut livré en Juillet 2017

### Matériel Passé
- BB 9300 (jusqu'en 2014).
- X 2100 (jusqu'en 2015).

### Matériel Futur

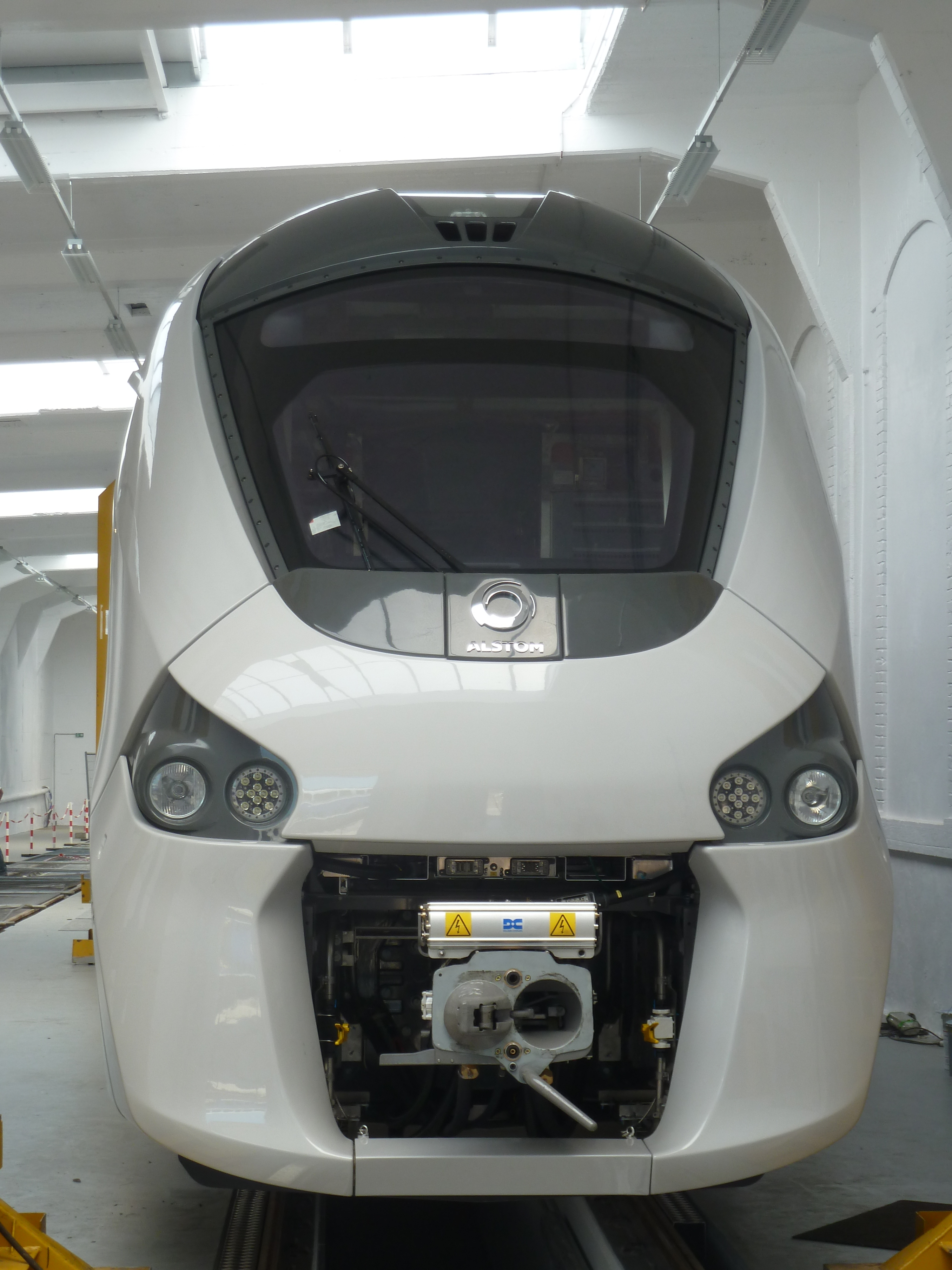
L'Alstom Régiolis sera mis en service en 2014 sur le réseau TER Midi-Pyrénées

33 exemplaires du Régiolis d'Alstom ont été commandés par la région Midi-Pyrénées. Ils entreront en service au cours de l'année 2013. La région a également passé commande de 18 rames Bombardier Regio2N qui devraient être livrées au 2e semestre 2016.

## Tarification

La carte Pastel

Les tarifs valables sur l'échelle nationale s'appliquent sur le TER Midi-Pyrénées également. En complément, la région propose des formules tarifaires spécifiques, se divisant en tarifs tout public et tarifs soumis à des conditions d'éligibilité. Comme dans toute la France, les tarifs régionaux s'appliquent également aux trains Intercités sans conditions d'accès, sauf pour certains tarifs sociaux. Certains tarifs sont valables sur des parcours définis au-delà des limites de la région.
En plus des tickets magnétiques spécifiques à la SNCF, il existe la Carte Pastel, carte sans contact sur laquelle des tarifs spécifiques sont appliqués (étudiants, personnes âgées…). Cette carte est valable dans différents réseaux urbains et interurbains de Midi-Pyrénées.

### Tarifs tout public
L'abonnement Pack Illimité est nominatif et s'applique à un itinéraire au choix au sein de la région, ou au-delà des limites de la région jusqu'à Agen, Brive-la-Gaillarde, Carcassonne, Pau et Latour-de-Carol. L'abonnement existe en formule hebdomadaire (sept jours consécutifs), mensuelle (31 jours glissants) ou annuelle (douze mois consécutifs). En cas d'utilisation régulière, la réduction par rapport au tarif normal de la SNCF est de 75 % environ. Une version spécifique du Pack Illimité existe pour les jeunes de moins de vingt-six ans. Par ailleurs, l'abonnement inclut déjà les fonctionnalités de la carte de réduction Pack Liberté (voir ci-dessous).
La carte de réduction nominative Pack Liberté permet de bénéficier de réductions sur le plein tarif de la SNCF tous les jours de l'année, pour les voyages à l'intérieur de la région et vers Agen, Brive, Carcassonne, Pau et Latour-de-Carol. La réduction est de 50 % les week-ends, les jours fériés, et pendant les vacances scolaires toutes zones. Les autres jours, la réduction est de 25 %. Le prix est de 20 € pour les personnes de vingt-six ans et plus, et de 15 € pour les jeunes de moins de vingt-six ans (mars 2012).
Le billet Tikémouv est une offre disponible pour une centaine de trains circulant en-dehors des heures de pointe, ou contre le sens majoritairement demandé pendant les heures de pointe. Ces trains sont spécialement désignés dans toutes les fiches horaires du TER Midi-Pyrénées. Le prix est de 2,50 € par tranche de 40 km. Selon les parcours choisis, la réduction peut donc dépasser les 60 %.

### Tarifs soumis à des conditions d'éligibilité
Le tarif Midi-Pyrénées Emploi est destiné aux demandeurs d'emploi et aux bénéficiaires du RSA domiciliés dans la région, ainsi qu'à leurs ayants droit.

## Projet
La ligne de Montréjeau à Luchon, où les circulations sont suspendues depuis novembre 2014 à cause d'un mauvais état des voies, devrait être restaurée.